# Misja za morzem
Misja za morzem (tytuł oryginalny: Misioni përtej detit) – albański film fabularny z roku 1988 w reżyserii Lisenko Malaja.

## Opis fabuły
Akcja filmu rozgrywa się pod koniec 1944. Dobiega końca wojna na Bałkanach. Czterech partyzantów albańskich wyrusza na niebezpieczną misję – mają dotrzeć niepostrzeżenie łodzią do jednej z wysp greckich.
Powstanie filmu łączy się z nawiązaniem po długiej przerwie bliskiej współpracy dyplomatycznej między Grecją i Albanią. W filmie wykorzystano utwory, skomponowane przez greckiego kompozytora Mikisa Theodorakisa.
Film realizowano w Sarandzie.

## Obsada
- Agim Qirjaqi jako Jani
- Bujar Asqeriu jako Andrea
- Vasjan Lami jako Mato
- Alfred Bualoti jako właściciel łodzi
- Arben Mustafaraj jako Petro
- Margarita Xhepa jako Kristulla
- Anastas Kristofori jako Mavrojanis
- Spiro Duni jako profesor z Krety
- Vangjel Heba jako kapitan
- Kadri Roshi jako listonosz
- Albert Verria jako szewc Dionisi
- Elton Lezo
- Tinka Kurti
- Lazër Filipi
- Rajmonda Aleksi
- Dhimitraq Lepuri